# Naoko Hashimoto
Pour les articles homonymes, voir Hashimoto.
Naoko Hashimoto (橋本 直子, Hashimoto Naoko) est une joueuse de volley-ball japonaise née le 11 juillet 1984 à Okayama. Elle mesure 1,72 m et joue au poste de passeuse. Elle totalise 26 sélections en équipe du Japon.

## Clubs
| Club                        | De        | À         |
| --------------------------- | --------- | --------- |
| Shujitsu High School        |           | 2002-2003 |
| Hisamitsu Springs           | 2003-2004 | 2008-2009 |
| Engelholms VS               | 2009-2010 | 2010-2011 |
| JT Marvelous                | 2011-2012 | 2011-2012 |
| VBC Voléro Zurich           | 2012-2013 | 2012-2013 |
| JT Marvelous                | mai 2013  | mai 2014  |
| CS Volei Alba-Blaj          | 2014-2015 | 2014-2015 |
| Bangkok Glass VC            | mars 2015 | mai 2015  |
| Hitachi Rivale              | 2015-2016 | 2015-2016 |
| Rote Raben Vilsbiburg       | 2016-2017 | 2016-2017 |
| CSM Bucureşti               | 2017-2018 | 2018-2019 |
| CS Dinamo Bucureşti         | 2019-2020 | 2019-2020 |
| Azzurra Volley San Casciano | 2020-2021 | …         |

## Palmarès

### Équipe nationale
- Championnat d'Asie et d'Océanie
  - Finaliste : 2013.

### Clubs
- V Première Ligue
  - Vainqueur : 2007.
  - Finaliste : 2006, 2009, 2016.
- Tournoi de Kurowashiki
  - Vainqueur : 2006, 2007, 2012.
  - Finaliste : 2009.
- Coupe de l'impératrice
  - Vainqueur : 2009.
  - Finaliste : 2007.
- Championnat de Suède
  - Finaliste : 2010, 2011.
- Championnat de Suisse
  - Vainqueur : 2013.
- Coupe de Suisse
  - Vainqueur : 2013.
- Championnat de Thaïlande
  - Vainqueur : 2015.
- Championnat de Roumanie
  - Vainqueur : 2018.
  - Finaliste : 2019, 2020.
- Coupe de Roumanie
  - Vainqueur : 2018.